# Macon County (Alabama)
Macon County is een county in de Amerikaanse staat Alabama.
De county heeft een landoppervlakte van 1.581 km² en telt 24.105 inwoners (volkstelling 2000). De hoofdplaats is Tuskegee.

## Bevolkingsontwikkeling

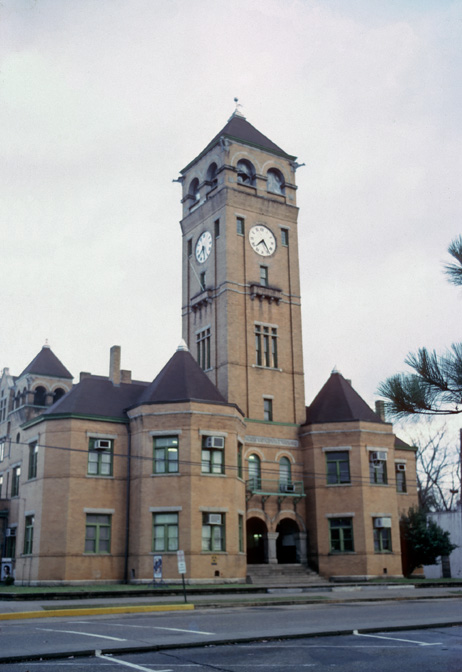
Macon County Court House